# 巡礼 (通俗)
巡礼（じゅんれい）は、漫画・アニメなどの熱心なファン（信者）心理から、自身の好きな著作物などに縁のある土地を「聖地」と呼び実際に訪れること。フィルムツーリズムやコンテンツツーリズムの一種。その他の用法として呼称される「巡礼」と区別するため、特に「聖地巡礼」と称されることが多い。

## 概要
宗教において重要な意味を持つ聖地に赴く行為（＝巡礼）から転じて、ドラマや映画、漫画・アニメ・小説などの舞台となった土地や、登場人物（キャラクター）の名前の由来地や同名地、スポーツなどの名勝負が行われた競技場など、ファンにとって思い入れのある場所が（比喩的に）「聖地」と呼ばれるようになった。こうした「聖地」を実際に訪れ、憧れや興奮に思いを馳せることを「巡礼」と呼ぶようになった。アニメーション評論家・藤津亮太は「“聖地巡礼”という言葉は“オタク用語”として使われていたものが、だんだんポピュラーになり、定着していったのだと思います」と推察している。
文学・漫画・アニメ等の著作物をもとにした観光は、「聖地巡礼」「巡礼」以外に「コンテンツツーリズム」とも称される。また、映画などでは「聖地巡礼」「巡礼」 以外に「舞台探訪」「ロケ地巡り」「フィルムツーリズム」との呼称も使用されている。
日本の内閣府も日本発のアニメーション作品や漫画作品がクールジャパンのコンテンツとして、日本以外のファンを数多く獲得していることに着目。「聖地巡礼」を「アニメツーリズム」と呼んで、訪日観光客増加への施策、「聖地」から周辺の地域資源への誘致や消費の喚起を目的として事業の推進を行っている。
近年では「ミュージックツーリズム」（Music Tourism）なる言葉も生まれ、海外では2005年頃から言葉として定着しているとされ、イギリスでは「ミュージックツーリズム」は、5千億円の観光資源とされる。アメリカでは2024年に上院議員が「ミュージックツーリズム法案（American Music Tourism Act of 2024）」を提出している。
ミュージックツーリズムは大きく2つに分類され、ひとつはロックバンドやミュージシャンゆかりの地をめぐる「聖地巡礼型ミュージックツーリズム」、もうひとつはロック・フェスティバルやクラシック音楽祭などの音楽イベント、あるいは技術向上のための音楽レッスン（習い事）への参加を目的にした「音楽体験型ミュージックツーリズム」で、いづれも音楽を起点にした観光の形態である。前者の例としては古くはモーツァルトのザルツブルク、ビートルズのアビーロードなどが有名で、日本ではサザンオールスターズの桑田佳祐の出身地・神奈川県茅ヶ崎市、B'zの稲葉浩志の出身地・岡山県津山市、浜田省吾ゆかりの広島県江田島、忌野清志郎の曲のモデルになった東京都国立市・国分寺市のたまらん坂、福山雅治の曲のモデルになった東京都大田区の桜坂などが知られている。後者については、地域活性化の一手としての今後が注目されている。 
他に、人気のスポーツ選手、例えば羽生結弦選手の「聖地巡礼」も興隆しており、「聖地」の1つである出身地の仙台市が観光PRとして利用している。

## 聖地
宗教的な「聖地」は既に、視覚的にも周辺から簡単に区別されるよう特別な仕様や装飾がなされていることが多いのに対し、当記事の意味での「巡礼」の対象となっている「聖地」は、「聖地」となる前とほとんど変化してない従前の風景のまま、「聖地」となったなんらかのいわれを付加価値とするだけで成立している。
テレビドラマや映画のロケ地は、実写であるためファンによる特定が容易であり、また、フィルム・コミッションがロケ地であることを公表することもあるため、「聖地」が簡単に"確定"される。一方、漫画・アニメではロケ地が公表される例が少なく、また、作画によって実物との差異が生じるため、実地調査をしたファンの主観で「聖地」が "認定" されているという点が異なる。なお、漫画・アニメにおいて、作品中の台詞や映像、公式解説本・サイトなどで制作側が舞台として実在する地名を明示したり、地元側が「聖地」であることをポスターや看板、イベントなど目に見える形でアピールしたりする作品もある。
以下、この記事における「聖地」の主な類型を以下に示す。
- 作品のモデルとなった場所
- 映像作品の撮影場所（ロケ地）

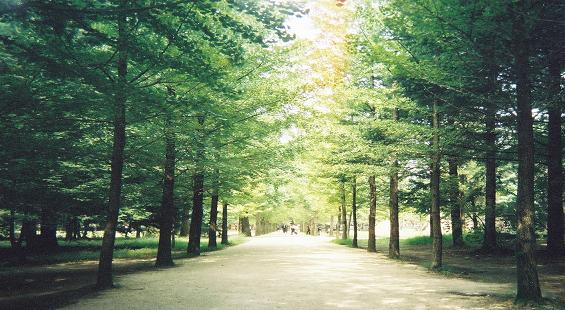
『冬のソナタ』のファンが「聖地」とも呼び「巡礼」の場所ともなるナミソムのメタセコイア並木。放送後は訪問者が多く、周辺が整備された。
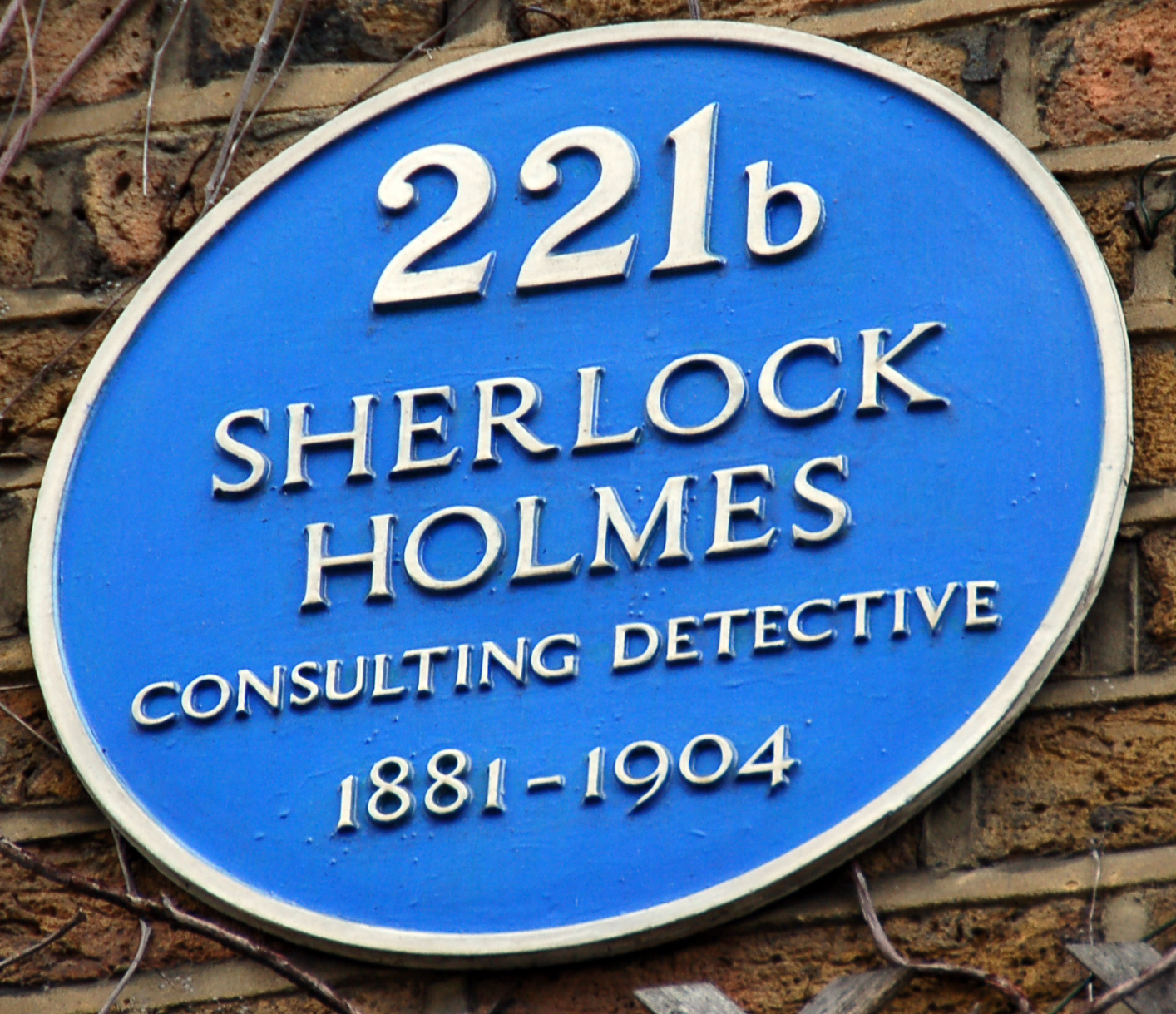
ベーカー街221Bにシャーロック・ホームズが住んでいたことを記念するブルー・プラーク。架空の人物であるが自治体が設置した。
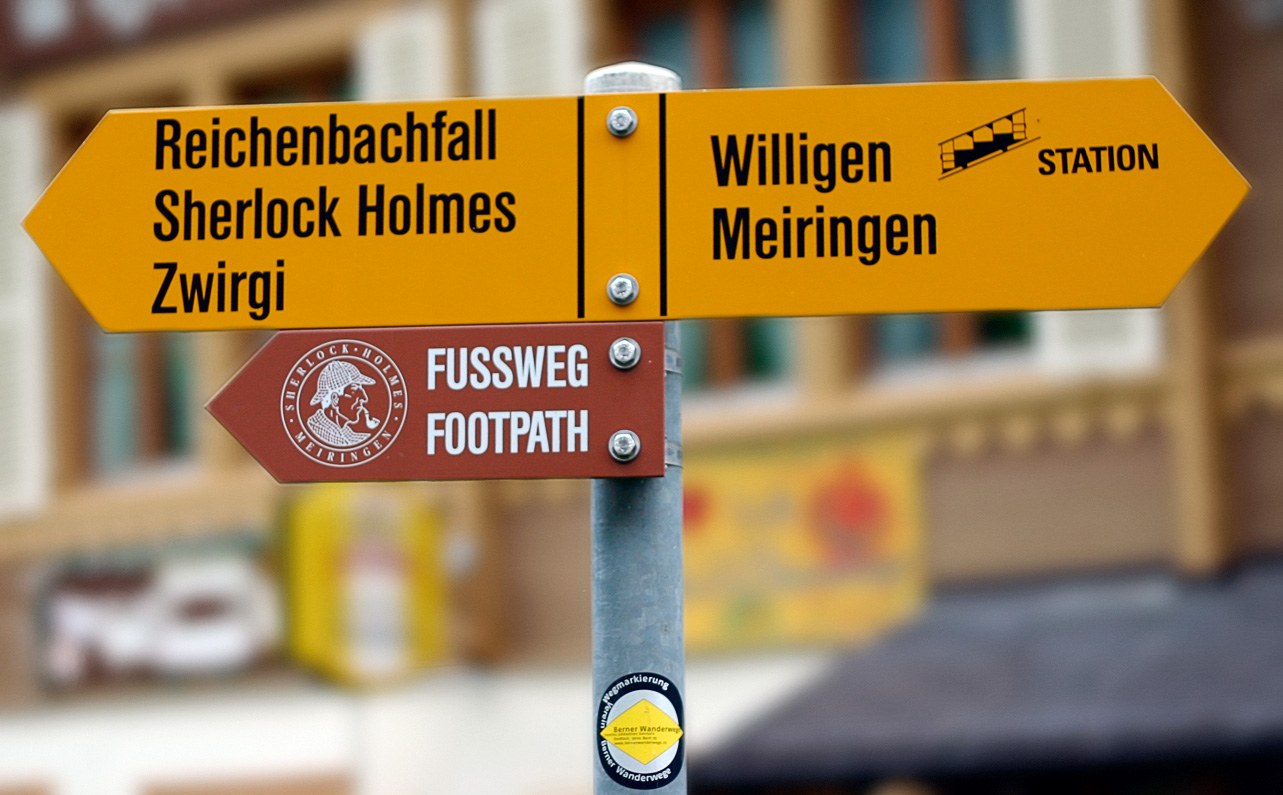
ライヘンバッハの滝の麓の自治体が設置したフットパス。辿ることで「最後の事件」作中で行われたホームズとモリアーティー教授の追跡行と同じルートで滝まで行くことができる。
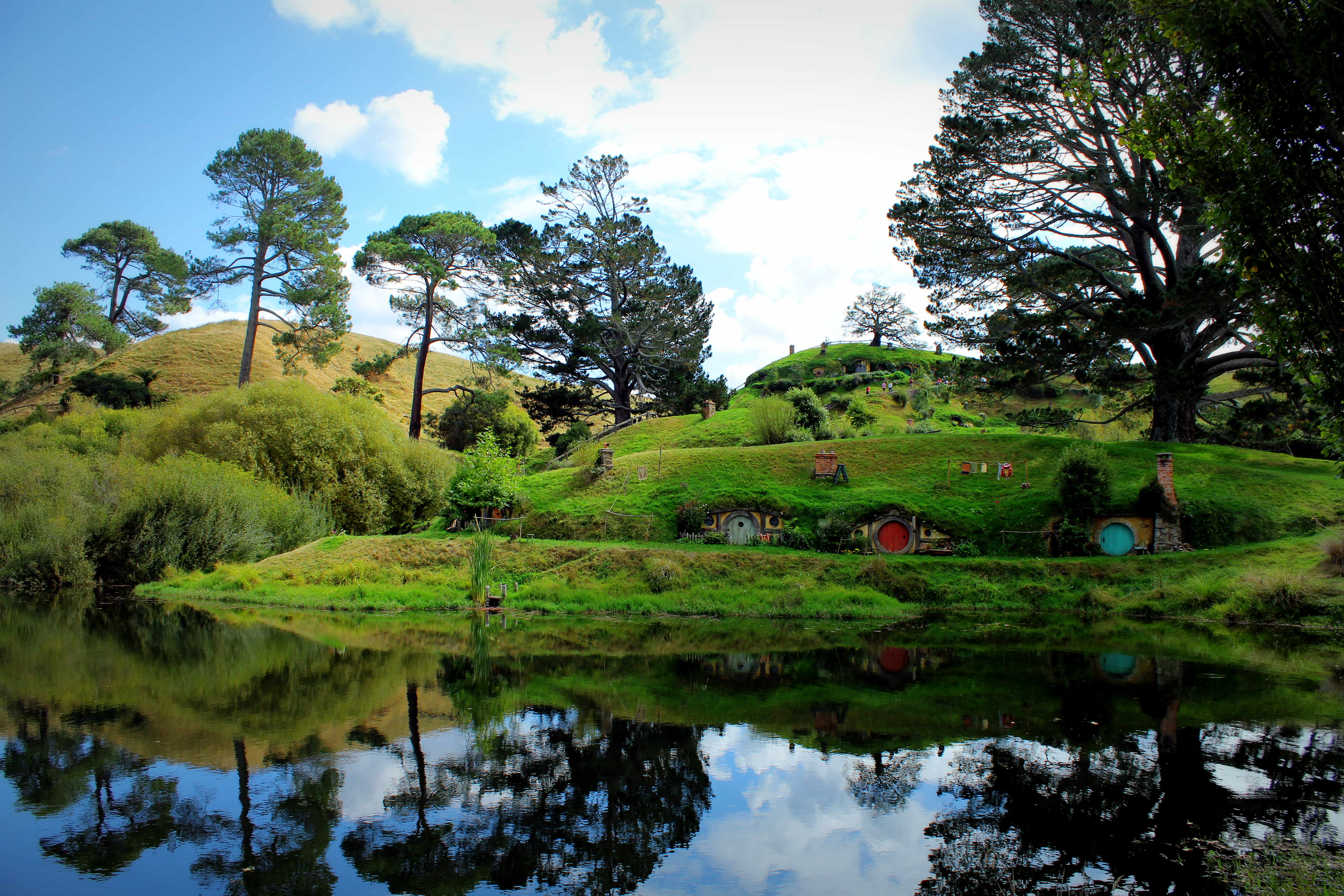
映画『ロード・オブ・ザ・リング』『ホビット』シリーズでホビット庄ホビット村として撮影が行われたニュージーランドのマタマタ（英語版）におけるセット（英語版）。

## 歴史

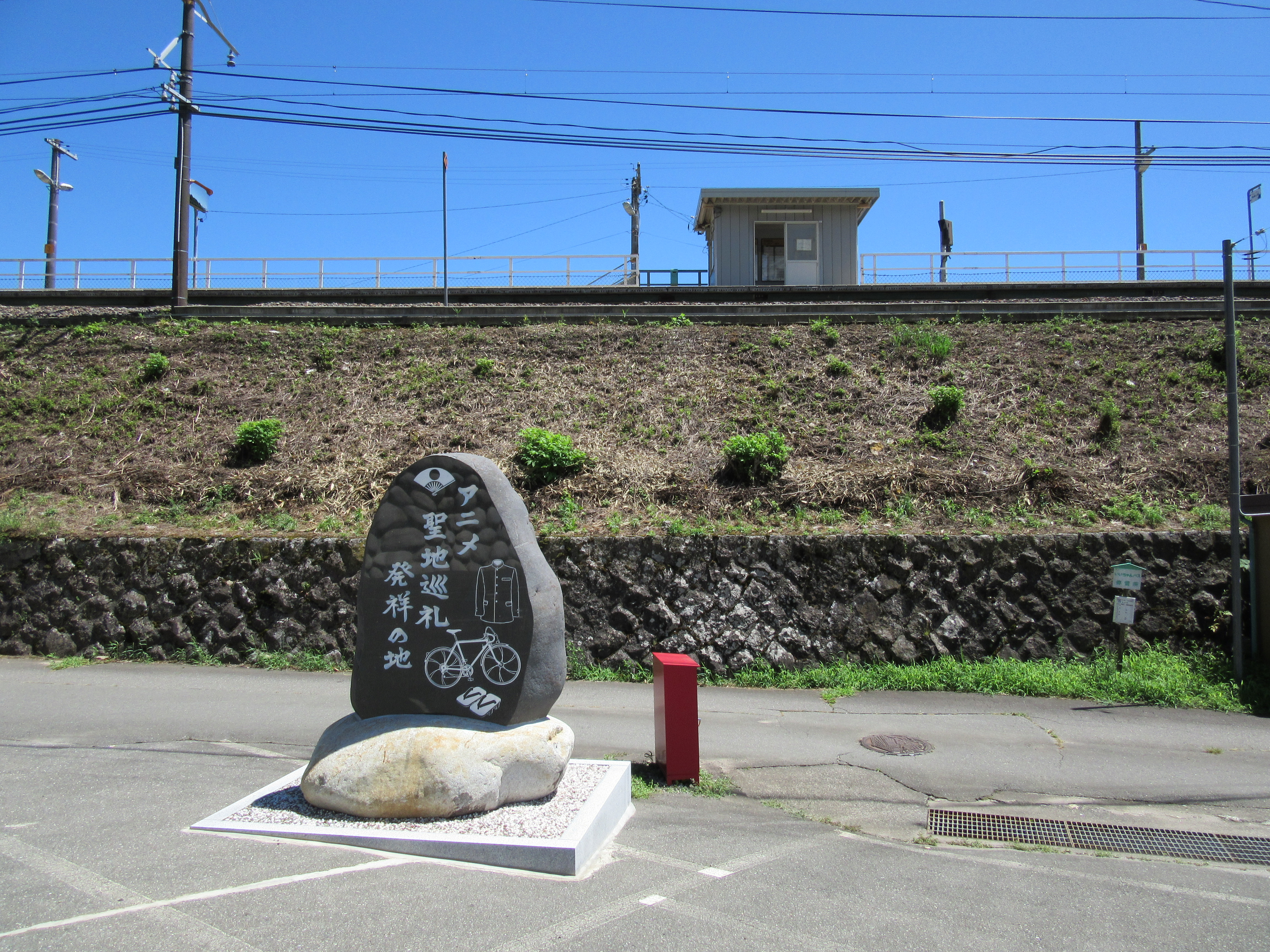
田切駅とアニメ聖地巡礼発祥碑

こうしたファン行動としてはアニメや漫画などに限らなければ、様々な文学作品・映画の舞台を訪れるといったことはそれ以前から数多く見られた。
シャーロック・ホームズシリーズでシャーロック・ホームズが住むと設定された「ベーカー街221B」は架空の人物にもかかわらずブルー・プラークが設置され、「最後の事件」の舞台となったライヘンバッハの滝の麓にあるマイリンゲンには作中の道順を示す道標や博物館が整備されるなど、世界中からシャーロキアンが訪れる観光スポットとなっている。
世界的に有名な映画のロケ地としては、映画『スター・ウォーズ』で惑星タトゥーイーンとしてロケが行われたチュニジアにファンが訪れたことなどが知られている。映画『ロード・オブ・ザ・リング』シリーズの大ヒットにより、メインのロケ地であるニュージーランド各所に観光客が来訪。映画の前史を描いた映画『ホビット』シリーズ制作・公開にあわせ、ニュージーランド政府観光局などは積極的にロケ地訪問観光旅行のアピールを行った。
今日繋がる映画やアニメ作品の聖地巡礼としては、1980年代の大林宣彦監督の「尾道三部作」辺りにその萌芽が見られ、広島県尾道市には映画のロケ地巡りを目当てに観光客が訪れるようになり、1984年にはその数が20万人に達した。大林映画の製作に協力した尾道市の取り組みは、各地方自治体にフィルム・コミッションを生む切っ掛けとなり、またアニメ作品の聖地巡礼（アニメツーリズム）の先駆けとなった。また『北の国から』では舞台の富良野市が北海道を代表する観光地へと変化するなど、一種の社会現象となる例も存在した。
アニメに限れば、特に作品（メディア）側がロケ先等の具体的地名を隠さずメタフィクション的に作品に取り入れていき、その結果としてファン側が「聖地」を発生させた例として『究極超人あ〜る』OVA版（1991年発売）が、一方でロケ地のみならず登場人物名や作内の固有名詞に一定圏域の地名に由来する命名を用い、積極的にこれらのロケ地および命名由来地を結びつけて「聖地」とアピールし、メディア側からニーズを掘り起こした例として『天地無用!シリーズ』などが、その筆頭かつ代表例として挙げられる事が多い。逆にメディア側のアピールに拠らず「ファンがロケ先を探し出して探訪する」という形式による場合は『美少女戦士セーラームーンシリーズ』を源流に挙げるケースが見られる。以降、テレビアニメが聖地巡礼を誘発した初期の例としては、2002年放送の『おねがい☆ティーチャー』が挙げられるが、特にゼロ年代末の聖地巡礼ブームのきっかけとなったのは、2007年に放送された『らき☆すた』である。『らき☆すた』に後続する聖地巡礼を呼び起こすようなアニメでは、しばしば「実際の風景や建物の写真を用意し、それをトレースしてアニメの背景を作る」という手法が採用されている。アニメ化に際して原作の舞台となった場所のロケーションハンティングを行うこと自体は以前から行われていたが、それが聖地巡礼として結びついたのは『涼宮ハルヒの憂鬱』がきっかけであり、原作者谷川流の出身校でもある兵庫県立西宮北高等学校が聖地巡礼の対象となった。
2012年3月7日にNHK総合テレビの報道番組『クローズアップ現代』にて、アニメの聖地巡礼の特集（題は「激変 アニメ産業 聖地巡礼の謎」）を放送したことがあった。また、2016年12月1日に発表された2016ユーキャン新語・流行語大賞では「聖地巡礼」がトップ10に選ばれている。同年8月に公開された映画『君の名は。』が大ヒットし、その舞台の岐阜県飛騨市に多くの人が巡礼したためである。
2016年にはKADOKAWAやJTB、日本航空などが一般社団法人「アニメツーリズム協会」（富野由悠季会長）を設立。同協会は2017年8月26日、『訪れてみたい日本のアニメ聖地88』（2018年版）を公表し、以後2023年版まで毎年公表している。88は四国巡礼の寺院数にちなんでいるといい、選定される聖地の数は88より多い。
2018年、有志によって『究極超人あ〜る』OVA版ゆかりの田切駅の近くに「アニメ聖地巡礼発祥の地」の記念碑が建立され、7月28日に除幕された。
2019年、アニメツーリズム協会によって、北九州市で日本初となるアニメツーリズム首長サミットが開催された。

## 聖地巡礼に関する論考
美術家であり批評家でもある黒瀬陽平は、アニメ製作の際に現実の風景をトレースする手法について「この手法を用いると、アニメという虚構空間の中に現実空間の風景がそのまま入り込むことになり、齟齬を生じさせることになるが、そのようなぎこちなさこそが作品にリアリティを与える」ということを、美術史家のアビ・ヴァールブルクが提唱した「情念定型」という概念を駆使して説明している。
文芸評論家の福嶋亮大は、前述したようにもともとあった土地に「謂れ」を付加するだけで聖地化されることに注目し、聖地巡礼は現実の「いま」（正史）に対してなんらかの架空の起源（偽史）を与える偽史的想像力のひとつだと論じている。
評論家の宇野常寛は、ゼロ年代の日本の現代社会において、デジタル技術でいうところの「仮想現実（VR）から拡張現実（AR）へ」というテーゼと同様の流れが文化空間でも進行しているとし、その一例としてアニメの聖地巡礼ブームを挙げている。つまり、緻密に設計された虚構世界へ消費者を没入させるタイプのものから、物語性を後退させた空気系へとトレンドが変遷したのに従い、「虚構」の作用が「異世界へ接続すること」ではなく「現実世界を読み替えること」に変化しているのだと考えられる。
批評家の村上裕一は、（前述の黒瀬や福嶋の論考などを受けて）「現実と虚構の狭間」に存在するのが聖地であり、それを虚構に射影すれば「風景」になり現実に射影すれば「巡礼」になると整理している。このように考えれば、もともと土地と結びつけて論じられはじめた聖地巡礼という概念はより広い範囲に一般化することが可能となる。例えばアニメ『涼宮ハルヒの憂鬱』でのエンディングテーマ曲の振り付けを実際に踊ることが流行した事例（ダンス=身体の聖地化）や、アニメ『けいおん!』のヒットに伴い作中に登場するギター（ギブソン・レスポールなど）が現実で売り上げを伸ばした事例なども広義の聖地巡礼的な現象といえる。

## 地域への影響

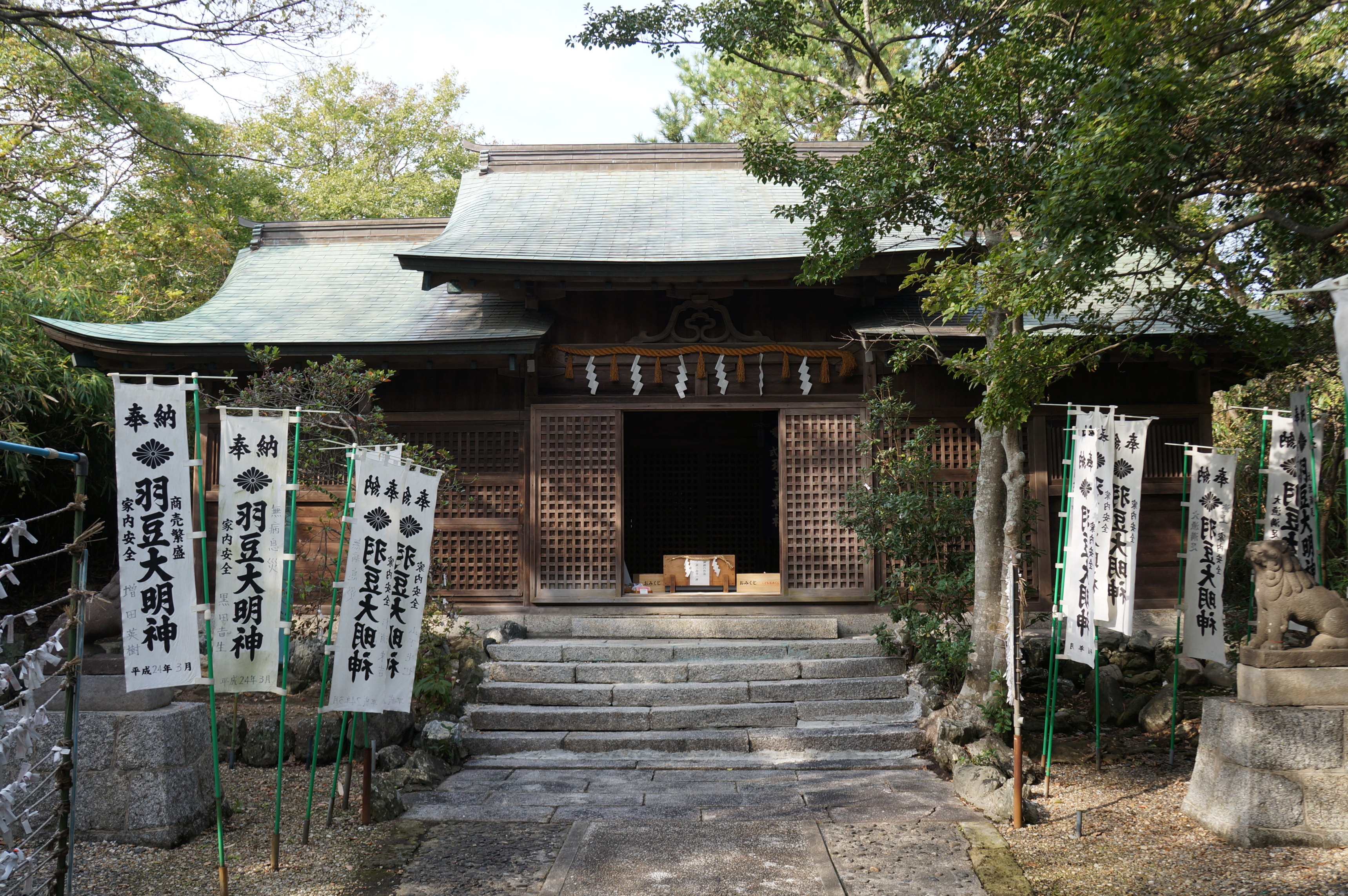
多くのSKE48ファンが絵馬を奉納する羽豆神社と羽豆岬公園にあるSKE48の曲「羽豆岬」の歌碑。2012年に楽曲人気投票で1位になったことを契機にファンの訪問が増えると、2013年に地元観光協会が歌碑を建てそれを促進した。

### メリット
有名作品の舞台または原作者の出身地となると、登場人物の思いや心境に馳せようと多くの人が訪れることとなり、観光資源としての価値が生ずる。
ウィリアム・シェイクスピアの故郷であるストラトフォード＝アポン＝エイヴォンは商業都市であったが、1769年にデイビッド・ギャリックが記念祭を行って以降、年間250万人の観光客が訪れる観光の街となった。近年ではロイヤル・シェイクスピア・シアターが建設されるなど演劇の街ともなっている。
シャーロック・ホームズシリーズが世界中で翻訳されると、「ベーカー街221B」や「ライヘンバッハの滝」は観光スポットとなり、周辺に土産物屋が集まった。
映画『ロード・オブ・ザ・リング』シリーズでは、ホビット庄ホビット村としてマタマタなどニュージーランドの各地にセットが作られたが、そのほとんどは撮影終了後に解体された。だが映画公開後に多数の観光客がセット跡地を訪れたため、映画『ホビット』撮影のためマタマタに再びホビット村のセットが作られたときは、保存を前提として建築法に従ったホビット村のセットが作られて撮影終了後も残された。そしてニュージーランド政府観光局などが積極的にロケ地訪問観光旅行のアピールを行うなど、行政など公的機関がロケ地を宣伝して観光客誘致を狙うこともある。
日本においても戦後から町おこしの一環として地元自治体、観光協会およびフィルム・コミッションなどが積極的に作品制作に協力したり、作品の舞台となった事実を宣伝し活用する例も増えている。地元の商店などが作品ポスターを掲示して盛り上げたり、ロケ地などの関連ポイントの地図を作製したり、地元サイドによって来訪者のコミュニケーションを目的としたノートが設置されることもある。
その主となっていたのは一般小説・映画・テレビドラマであり、漫画・アニメ・ライトノベルに関しては消極的であったが、水木しげるの出身地である鳥取県境港市が「水木しげるロード」を整備し、鬼太郎のまちとしてPRして成功を収めたことで転機を迎え、後に藤子不二雄Ⓐの出身地である富山県氷見市でも『忍者ハットリくん』にちなんだ町おこしを行うなどしている。
また、近年では観光振興とは別に作品の舞台となった土地のPRを目的とする例もある。埼玉県春日部市では『クレヨンしんちゃん』の主人公一家・野原家に特別住民票を与え、子育て応援キャラクターとして育児、教育のプロモーションを行っている。
2005年の『電車男』ヒットに伴い、オタク文化（俗に萌え文化・萌え産業）が一般に浸透するようになると、一般知名度が低いマニア向けアニメ作品などによる経済効果もニュースで採り上げられるようになり、長野県大町市（『おねがい☆ティーチャー』『おねがい☆ツインズ』）、埼玉県鷲宮町（現：久喜市）（『らき☆すた』）、宮城県七ヶ浜町（『かんなぎ』）などはその典型例であるといえる。
これらは前述のドラマ・映画などと比較し、その影響者（おたく層）の絶対数が少ないものの、関連グッズ販売の回転率が良いことが特徴であり、地元商店街などに活性化をもたらす例もある（またドラマや映画と違い、出演俳優の財産権が発生しないことで高額な広告料が不要であり、グッズも比較的安価で制作できるのも大きい点といえる）。特に鷲宮町の事例はおたく向けコンテンツの町おこしへの活用の成功例として学術的・経済的見地から高い注目を集めるまでとなった。また、和歌山県みなべ町では『びんちょうタン』が地方公共団体の運営施設のキャラクターとして使われた。
2009年にはお台場に実物大のガンダムを設置し、わずか公開2週間で見物客が100万人を突破した。一方神戸市長田区では同市出身の漫画家・横山光輝にちなんで巨大な鉄人28号像が建設されている（既に横山版『三国志』にちなんだ町おこしは行われている）。また、作者尼子騒兵衛の出身地である兵庫県尼崎市が『忍たま乱太郎』の聖地として若い女性ファンが多く押し寄せるようになったことが読売新聞で記事として掲載され、見出しに「萌え」という表現を用いている。
また地元を舞台とした新たな作品を世に送り出すため、自治体が中心となって漫画やライトノベルなどのコンテストを主催するケースもある。熱心なファンが愛媛県松山市への巡礼を行った映画『がんばっていきまっしょい』も、松山市が主宰する「坊っちゃん文学賞」を受賞した青春小説が原作である。
経済的な利点にとどまらず、コンテンツのファンからその地域への愛着の創出、タイアップ事業を通じて地域の事業者間の交流が深まるなど、人的つながりを広めていく効果もある。北海道大学准教授の山村高淑は下記のようなトライアングルモデルを著した。
- ファン・旅行者
  - 地域に対し - 地域の役に立とうとする意識、好きな作品を応援してくれている地域に対しお礼の意味を込めて買い物をする
  - 製作者に対し - 作品の購入による経済的支援
- 地域
  - ファン・旅行者に対し - 歓迎の気持ちで接し、良い思い出を持ち帰ってもらう
  - 製作者に対し - 作品の舞台の提供、作品のPRや販売促進
- 製作者
  - ファンに対し - 良質なコンテンツの提供
  - 地域に対し - 地域ブランド向上への貢献、版権使用への柔軟な対応

三者が、コンテンツを敬愛することで良好な関係が成り立つものであるとしている。

### デメリット
上記のようなメリットも大きい反面、作品自体が盛り上がらなければそのまま終息してしまう事例も多い。
巡礼の対象となっている場所は視覚的区別の見られない施設や建物が多く、一般の住宅や学校などの施設が近隣に含まれている場合もあり、事情を知らない地元住民に不安を与えるなどして日常生活の妨げ・迷惑になる可能性がある。特にアニメ作品（特に地上波民放やCS放送の深夜アニメ）の場合、実写作品と異なり出演者が参加するロケ撮影が行われることはないうえ、舞台となる地元局や自治体・商工会などによる宣伝が行われないこともあるため認識も低く、先の施設事情も含め『地元がいつの間にかアニメで使用されている』とみなされることもある。またテレビ番組が巡礼のきっかけになった場合、その多くは放送期間3か月（1クール）から1年間程度なので、そのテレビ番組の人気が一過性のブームである場合は、急増した巡礼者（観光客）の受け入れ態勢が整った頃にはブームが過ぎ去り、対象となった場所は混乱や負担が残るだけに終わることもある。後述する「アニ玉祭」主催者側も、これらの点を指摘している。この対策として『ゆるキャン△』ではアニメ化決定直後から制作サイドと山梨県が協力関係を築き、放送開始と同時にやまなし観光推進機構が特設サイトで聖地紹介を実施するなどで予め受け入れ態勢を整えている。
またこれはフィルムツーリズムにおいても同様のことは起こりうるが、巡礼者が（作品と事情を知らない地元住民から見て）不審者とみなされるような奇怪と見られる行動をすることがあり、中にはマナー違反や明らかな違法行為に出る者もいる。例として、前述した『涼宮ハルヒシリーズ』の原作者の出身校で、主人公らが通う学校のモデルとされる兵庫県西宮市の県立高校の敷地に侵入し、落書きをする者がいたり、アニメ『Free!』のモデル地とされる鳥取県岩美町の荒砂神社に落書きをされているのが見つかり、インターネット上で批判が殺到する事態となっている。こうした事情・理由から作品によっては、発行元・製作者が「聖地巡礼の自粛」を呼びかけた例もある。
もっとも、このような違法行為・マナー違反の問題については、漫画・アニメなどの舞台地とされる地域に限らず全ての観光地においても起こりうることではある（「マスツーリズムの弊害と批判」・「観光公害」も参照）。
巡礼の対象となる地域の地元企業・商店などの側も「話題になっている、売れているから」と、著作権などを意識せずに勝手に非正規品（海賊版）のグッズを作成し売ってしまうことがある。『ガールズ&パンツァー』の舞台となった大洗町などでそのようなケースが見られたという。これに対して『ガールズ&パンツァー』プロデューサーの杉山潔は、最初は黙認し、その後に正当な契約を結ぶという形で地域との関係を強化した。一方で杉山は、先述の「作品がヒットしないとどうにもならない」「影響があっても一過性」という点に触れ「アニメには町おこしできるほどの力はない」とも語っており、最初から地域密着で地域を盛り上げていくこと、行政を巻き込むことは考えず、小規模なレベルから展開した。これは最初から行政などが地域とのタイアップにトップダウンで関わり、結果失敗したケースを聞いていたためであるという。結果的に『ガールズ&パンツァー』と大洗町のタイアップは「成功例」と言われるようになった。詳細は「『ガールズ&パンツァー』地域タイアップ」を参照。
杉山が意識していたかは不明だが『輪廻のラグランジェ』と鴨川市のタイアップは「失敗例」として取り上げられることがある。アニメ作中に「鴨川」の地名及び市内の名所・名物などが頻繁に登場したことや、市がタイアップ効果を狙っていることがNHKの番組にて報じられた結果、アニメファンからは「あざとい」と批判された。ただ実際には、鴨川の町おこしありきでアニメを作っていたわけではなく町側は後からアニメ制作のことを知ったとされており、「輪廻のラグランジェ鴨川推進委員会」は鴨川に来てくれた作品のファンと町の交流も行われたとしている。

## 「聖地巡礼」を扱ったもの
- 書籍（下記のもの以外にも同人誌として制作され、同人誌即売会で頒布するケースも多く存在する）
  - 柿崎俊道『聖地巡礼 アニメ・マンガ12ヶ所めぐり』キルタイムコミュニケーション、2005年。ISBN 978-4860321437。
  - 『聖地巡礼Navi』飛鳥新社、2010年。ISBN 978-4870319950。
  - 五十嵐雄策『花屋敷澄花の聖地巡礼』KADOKAWA・アスキー・メディアワークス、電撃文庫、2013年。ISBN 978-4048917452。聖地巡礼を題材としたライトノベル
- 魔女見習いをさがして - 2020年に公開されたアニメーション映画で、『おジャ魔女どれみ』の20周年記念で製作されたシリーズ作品だが、原作自体は劇中劇で、モチーフとなった地域に訪れるのがメイン。
- アニメ聖地旅 - 2022年にNHKで放送されている番組。
- その他ブログなどで公開しているケースやスマートフォンの普及に伴い、作品名や地名から聖地を検索できるアプリも多数存在している。

## 「聖地巡礼」をテーマに扱うイベント
- アニメ・マンガまつり in 埼玉（通称「アニ玉祭」）：2013年より埼玉県さいたま市で開催のイベント。

## 定義
物語の主な舞台となった場所・作中においてカギとなる場所・視聴者の印象に残りやすい場所、などが「聖地」と定義され、主に巡礼の対象となるが、中にはただ訪れるだけでなく、その場所に憧れて移住する者も居る。聖地に憧れてその地に移住する場合の呼称については「聖地巡礼」のような明文化された呼称は無く、人によって異なるが「聖地移住」「聖地拝住」「聖地詣住」「聖地回帰」などの呼称で表現されることもある。
なお、聖地に憧れてその地に移住した者が、そのままその地に永住する比率は低いとされる。理由としては、その地に住んだことの無い人間から見て、その土地の風景などが新鮮に映るから憧れの対象となるのであって、居住することによって新鮮に映っていたものが日常的に目に入るようになると新鮮に映らなくなり、飽きてしまうためである。